# Metereca minuta
Metereca minuta is een hooiwagen uit de familie Assamiidae.